# Шакпак-Ата
Шакпа́к-Ата́ (каз. Шақпақ ата) — село у складі Жуалинського району Жамбильської області Казахстану. Адміністративний центр Шакпацького сільського округу.
До 1992 року село називалося Кременевка.
Населення — 2427 осіб (2021; 2332 у 2009, 2403 у 1999, 2505 у 1989).